# Ginger Fish
Ginger Fish, all'anagrafe Kenneth Robert Wilson (Framingham, 28 settembre 1966), è un batterista statunitense.
Il suo pseudonimo nasce dalla combinazione dei nomi di Ginger Rogers, una ballerina, e Albert Fish, un serial killer, pedofilo e cannibale.
È conosciuto per essere stato il batterista di Marilyn Manson dal 1995 al 2011. Sempre nel 2011, è diventato il nuovo batterista di Rob Zombie.

## Biografia
Kenny Wilson ha studiato musica presso l'Università del Nevada, a Las Vegas; durante questo periodo ha suonato con diverse band underground della zona. Nei primi mesi del 1995 si candida come batterista nella band di Marilyn Manson, e sceglie proprio il momento giusto per farlo: il resto della band, infatti, aveva già deciso di sostituire il loro batterista Sara Lee Lucas alla prima occasione. Viene creato il nome d'arte Ginger Fish, come da tradizione del gruppo, unendo il nome di una starlette americana a quello di un serial killer. Nonostante i continui cambiamenti di line up, Ginger è solo il secondo batterista nella storia della formazione, e si può notare il suo stile nell'album Smells Like Children  e in ogni successivo album. È stato temporaneamente sostituito da Chris Vrenna per un anno, quando nel 2004, durante il “Viva Comet Awards” ha subìto un infortunio che gli ha causato un trauma cranico. Mentre Manson è in tour, Ginger inizia un progetto chiamato “Martyr Plot” con cantante di nome Dave Scott, ma il progetto dura solo pochi mesi: è ancora possibile trovare i brani in rete.
Ginger non compare sull'album dei Marilyn Manson del 2007 Eat Me, Drink Me, ma è tornato a suonare nell'ultimo The High End of Low (2009). Il rapporto lavorativo con Manson continua fra alti e bassi, e con molti incidenti sul palco che vedono Ginger protagonista.
Infine, la scelta di lasciare i Marilyn Manson:  il 22 aprile 2011, il cantante metal Rob Zombie ha annunciato l'ingresso permanente di Ginger Fish nel suo gruppo.

## Vita privata
Ginger è sposato con Violet Morphine  (vero nome Rosie Louise), modella e truccatrice professionista di origine inglese/australiana. In passato ha avuto una relazione con l'attrice Alyson Hannigan

## Curiosità
- Prima di ingaggiare Kenny Wilson (scelto fra altri candidati perché sapeva programmare la drum machine), Marilyn Manson aveva valutato l'ipotesi di assumere una batterista donna.
- Per un breve periodo, è stato produttore di una band emergente chiamata Jet Pin Army.
- Fra le varie carriere che aveva preso in considerazione, c'era anche quella di veterinario: Kenneth ha infatti una grande passione per gli animali, possiede tre cani di razza Rottweiler.
- Nel 2015 ha fondato l'associazione no-profit WeBeOne , dedicata al sostegno dei senzatetto.
- I suoi genitori sono entrambi artisti: il padre crooner e showman in produzioni off-Broadway, la madre ballerina ed ex bambina prodigio.
- Amante delle moto, nella sua collezione privata anche due Harley Davidson